# Hieracium inuloides
Hieracium inuloides — вид рослин із родини айстрових (Asteraceae).

## Середовище проживання
Зростає у Європі (Австрія, Чехія, Словаччина, Франція, Німеччина, Велика Британія, Ірландія, Італія, Північний Кавказ, Польща, Румунія, Іспанія, Швейцарія, Південний Кавказ, Туреччина (Анатолія), Україна).